# Рижское гетто
Ри́жское ге́тто — еврейское гетто, образованное нацистами в Риге. Существовало с 1941 по 1943 год.

## Репрессии до образования гетто
1 июля 1941 года войска Третьего рейха вступили в Ригу, и почти сразу начались массовые убийства рижских евреев. 4 июля членами команды Арайса и латышской вспомогательной полиции было сожжено здание Большой хоральной синагоги и несколько других синагог. Массовые расстрелы проводились в Бикерниекском лесу, а также в некоторых других окрестностях Риги. До октября было убито 6378 рижских евреев.

## Образование
Гетто было создано по приказу рейхскомиссара Остланда Г. Лозе 21 октября 1941 года на окраине города в Московском форштадте, русско-еврейском квартале Риги. Его границы: улица Маскавас — улица Ерсикас — улица Ликснас — улица Еврейская (Эбрею) — улица Лаувас — улица Лиела Кална — улица Католю — улица Екабпилс — улица Лачплеша. В Рижское гетто, огороженное колючей проволокой (в нескольких местах её было несколько рядов), переселяли еврейское население и из так называемого традиционного еврейского квартала (территория Риги вокруг улицы Сколас, где в данный момент находится рижская еврейская община), который включал в себя улицы Базницас, Стрелниеку, Алберта и другие.
К 25 октября было закончено принудительное перемещение евреев Риги в пределы гетто, и ворота закрылись. Согласно картотеке узников гетто, на 20 ноября в нём содержались 29602 человека, в том числе 5652 детей до 14 лет. Первоначально гетто было огорожено колючей проволокой, затем — шестиметровым забором. Юденрат возглавлял адвокат М. Эльяшев.
12 ноября обергруппенфюрер СС Фридрих Еккельн, который накануне был назначен высшим руководителем СС и полиции в рейхскомиссариате Остланд, в Берлине получил приказ Гиммлера с требованием уничтожить большинство жителей гетто.
28 ноября оккупанты издали приказ о разделении гетто: в «малом» были размещены мужчины трудоспособного возраста (17—60 лет), которых в 7.00 29 ноября выстроили колоннами на улице Садовникова и перевели на территорию между улицами Даугавпилс, Маскавас, Эбрею, Вирсайшу, Лаувас и Лиела Кална. Их было около 4,5 тыс. Граница «малого» и «большого» гетто проходила по улице Лудзас. Женщины, старики и дети остались на территории «большого» гетто и должны были готовиться к «переселению» в «трудовой» лагерь, куда разрешалось взять с собой лишь личные вещи, не более 20 килограмм.

## Уничтожение «Большого гетто»
Через сутки после разделения гетто на «большое» и «малое» прошла первая акция уничтожения узников, в ночь на 30 ноября. 8 декабря 1941 года в Румбульском лесу, недалеко от южной окраины Риги, части айнзацгруппы «А» совместно с латышскими коллаборационистами уничтожили около 26 тысяч евреев, в основном женщин и детей.

## «Немецкое гетто» и «Малое гетто»
С декабря 1941 года в рижское гетто направлялись евреи из Германии, Австрии, Чехословакии, которых помещали в так называемое Reichsjudensghetto («Немецкое гетто», поскольку его узники говорили по-немецки). Таким образом в Ригу было доставлено приблизительно 11 000 человек. По прибытии у узников отнимались все личные вещи. Неработоспособных и стариков обещали устроить на какую-то консервную фабрику в Болдерае, однако на деле увозили в лес Бикерниеки или Дрейлини на верную смерть. За малейшее правонарушение карали смертью, казни совершали на Старом еврейском кладбище.
Оставшиеся в живых после расстрелов латвийские евреи, общим числом около 4,5 тысяч человек, были сосредоточены в четырёх кварталах, и отделены от евреев из европейских стран двумя рядами колючей проволоки. «Малое» гетто просуществовало до 2 ноября 1943 года, когда после отбора были казнены неработоспособные мужчины, а владеющие рабочими специальностями переведены в концентрационный лагерь «Кайзервальд».

### Сопротивление
С весны 1942 года латвийские евреи «малого гетто» предприняли попытки организовать движение сопротивления. Подполье во главе с Менделем Вольфовичем насчитывало 150 бойцов, разделенных на 22 ячейки по 5-7 человек. Участники движения покупали или крали на складах вермахта оружие, которое потом тайком проносили на территорию гетто. Также подпольщики распространяли на немецких предприятиях машинописные листовки на немецком языке.
В июле 1942 года подпольщикам удалось связаться с группой бывших советских военнопленных, прячущихся в Риге. Эту группу возглавлял лейтенант Борис Писманов. Было принято решение вместе попытаться связаться с партизанами и уйти в лес. 28 октября 1942 года 10 человек с оружием под руководством Овсея Окуня сделали попытку вырваться из гетто. Им удалось захватить грузовик, на котором они поехали по мадонскому шоссе, надеясь пробиться к партизанам. Однако в составе группы был информатор нацистов. В районе Улброки (недалеко от Риги) они попали в засаду, устроенную немцами. При перестрелке семеро подпольщиков погибли, двое были ранены и схвачены, одному удалось бежать и вернуться в гетто. Группа Писманова была арестована. После этого по приказу начальника полиции безопасности Латвии штурмбаннфюрера Рудольфа Ланге 31 октября 1942 года в гетто было убито 108 человек, в том числе 42 еврейских полицейских. В результате этого провала десятки подпольщиков были арестованы и расстреляны, обнаружены почти все тайники с оружием. Это положило конец подполью в гетто.
В начале ноября 1943 года гетто было ликвидировано, жители перевезены в концлагерь Рига-Кайзервальд.

## Современность
В настоящий момент в том месте Московского форштадта, где начинались границы Рижского гетто, установлен памятник (равно как и на месте хоральной синагоги Гогол-шул, сожжённой 4 июля 1941 года в рамках показательной карательной акции, санкционированной Шталекером и другими полицейскими и административными чинами). В сентябре 2010 года на улице Маскавас, в районе Красных амбаров, был открыт Музей Рижского гетто.

## Известные жертвы
- Пауль Мандельштам
- Адольф Мец
- Семён Дубнов
- Марк Пасман
- Лебединский, Нухим Григорьевич